# Juan Domingo Pispieiro y Araujo
Juan Domingo Pispieiro y Araujo fue un presbítero, guerrillero y jefe de Alarmas de Galicia en la Guerra de la Independencia Española, nacido en San Vicente de Vilouchada, La Coruña, en 1771.
Cursó sus estudios en la Universidad de Santiago, recibiendo en la misma los grados de licenciado y doctor en la facultad de teología. Poco después alcanzó el curato de Santa Eugenia de Ézaro (Corcubión), parroquia que regentaba al estallar la guerra de Independencia.
Inflamado de ardor patriótico, exhortó a sus feligreses a rebelarse contra el francés invasor, siendo aclamado por jefe de Alarma. Contribuyó a disponer la defensa de Cee y Camariñas con tres lanchas cañoneras y se halló en la reconquista del segundo de dichos pueblos, auxiliado de tropas inglesas. Remitió a la fragata británica Endimión, algunos prisioneros, entre ellos un edecán de Soult y cuatro capitanes. Para la gente por él alistada recibió 3000 fusiles por mano del capitán de dicha fragata. En Puente Olveira hizo varios dragones prisioneros con sus caballos y en la retirada del enemigo de la villa de Corcubión, tomó parte en un importante hecho de armas, en el que los franceses perdieron cerca de 400 hombres con el comandante. 
Se vio proscrito por el gobierno intruso, que ofreció premios a quien presentase su persona viva o muerta, según famosa proclama que, el 23 de abril de 1809, publicó el afrancesado doctor Pedro Bazán de Mendoza, director general de la policía de Santiago. Disfrazado pasó a Muros y de allí, embarcado a otros puntos del litoral, hasta presentarse a Morillo, que le comisionó para fomentar la sublevación de varios pueblos, remitiendo dispersos y conscriptos y con facultades amplias para el arresto de traidores y recoger víveres y caudales, facilitándoles el auxilio 60 soldados instruidos. En la retirada de Santiago a Puente-Sampayo, entregó 400 hombres armados, añadiendo después hasta 700, dos carros de fusiles, uno de municiones y crecido el número de carabinas y chuzos. Reunido ya el ejército español, se halló en la memorable acción de Puente-Sampayo (7 de junio de 1809). Al siguiente año fue nombrado jefe de una de las Alarmas dispuestas por el Gobierno para defensa del reino.
Cuando la sublevación del general Díaz Porlier el Marquesito, en La Coruña (1815) y siendo Pispieiro y Araujo a la sazón, cura párroco de San Vicente de Rial, ofreció su persona y servicios al gobernador militar de Santiago, José Pesci, quien le comisionó para organizar Alarmas, dándole instrucciones a fin de que éstas acudiesen a determinados puntos; pero la aprehensión de Porlier en el pueblo de Órdenes y su ejecución en La Coruña, le relevaron de ultimar aquel cometido.
Aunque Pispieiro y Araujo (a quien el Gobierno premió sus servicios con un escudo de distinción) desempeñó el curato de San Vicente de Rial por el espacio de 25 años, a partir de 1812, se ignora dónde terminó sus días.